# Lirceus lineatus
Lirceus lineatus és una espècie de crustaci isòpode pertanyent a la família dels asèl·lids.

## Distribució geogràfica
Es troba a Nord-amèrica: el Canadà (Ontario) i els Estats Units (Illinois, Vermont, Wisconsin i Carolina del Sud).